# Овешникова, Анна Савельевна
Анна Савельевна Овешникова (1912—1983) — звеньевая колхоза «Путь к рассвету» Кромского района Орловской области, Герой Социалистического Труда (30.03.1948).
Родилась 3 января 1912 (21 декабря 1911) года в д. Черкасская Кромского уезда Орловской губернии.
Работала в хозяйстве родителей, с 1931 года - в колхозе. Муж погиб на фронте во время Великой Отечественной войны.
В 1945 году возглавила звено в своём колхозе «Путь к рассвету» (элитно-семеноводческое хозяйство по конопле).
За получение высоких урожаев конопли (до 10 ц. семян и до 8 ц. волокна с гектара) Указом от 30.03.1948 присвоено звание Героя Социалистического Труда.
Работала в колхозе «Путь к рассвету» до выхода на пенсию. Умерла в апреле 1983 года.